# Ilarion
Ilarion, též Hilarion (rusky Иларион; † 11. století) byl kyjevský metropolita, první neanonymní autor z období Kyjevské Rusi. Na kyjevském metropolitním stolci byl prvním mužem ruského původu. Jeho působení mělo značný význam pro upevnění ruského raněstředověkého státu.

## Životopis
Datum jeho narození není známo. Dle Nestorovy kroniky byl Ilarion poustevník, který žil u Kyjeva. Působil i jako jeromonach (mnich vysvěcený na kněze) v chrámu svatých Apoštolů v Berestově (sídlo knížete) u Kyjeva. V roce 1051 ho za pomoci kyjevského knížete Jaroslava I. synoda zvolila kyjevským metropolitou a poté byl vysvěcen v chrámu Svaté Sofie. V úřadě pravděpodobně působil pouze krátce – v letech 1051–1054. Po smrti Jaroslava I. v únoru 1054 se zřejmě vzdal pozice metropolity, protože v roce 1055 je už jako metropolita doložen Řek Efraim. Více o osudu Ilariona není známo – ani datum jeho smrti.

## Dílo
Ilarion pravděpodobně uměl řecky, možná v mládí v Byzanci studoval. Určitě znal řadu byzantských teologických spisů a rovněž písemnictví jižních Slovanů - Bulharů.
Jeho nejvýznamnějším dílem je spis (resp. velikonoční kázání) Slovo o zákoně a milosti, ve kterém „... demonstruje přednosti křesťanství před judaismem ..." a „... [poukazuje] na samostatnost církve na Kyjevské Rusi".
Jeho dalším dílem je Ispovidanije vеry (Vyznání víry), které vzniklo přibližně v roce 1051. U jiných textů se nepodařilo autorství přesvědčivě dokázat.
Ilarionova originalita ukazuje, jak rychle Kyjevská Rus přijala byzantskou kulturu a jak z ní uměla vlastním způsobem čerpat.

### Překlady
- Písemnictví ruského středověku : od křtu Vladimíra Velikého po Dmitrije Donského : výbor textů 11.-14. stol. 1. vyd. Praha: Vyšehrad, 1989. ISBN 80-7021-016-8. s. 34-55.
- Ruská středověká literatura: od křtu Vladimíra Velikého po Dmitrije Donského : výbor textů 11.-14. století. Vyd. 2., V nakl. Pavel Mervart 1. Červený Kostelec: Pavel Mervart, 2013. (Pro Oriente; sv. 20) ISBN 978-80-7465-046-8. s. 39-61.